# Мосальский уезд

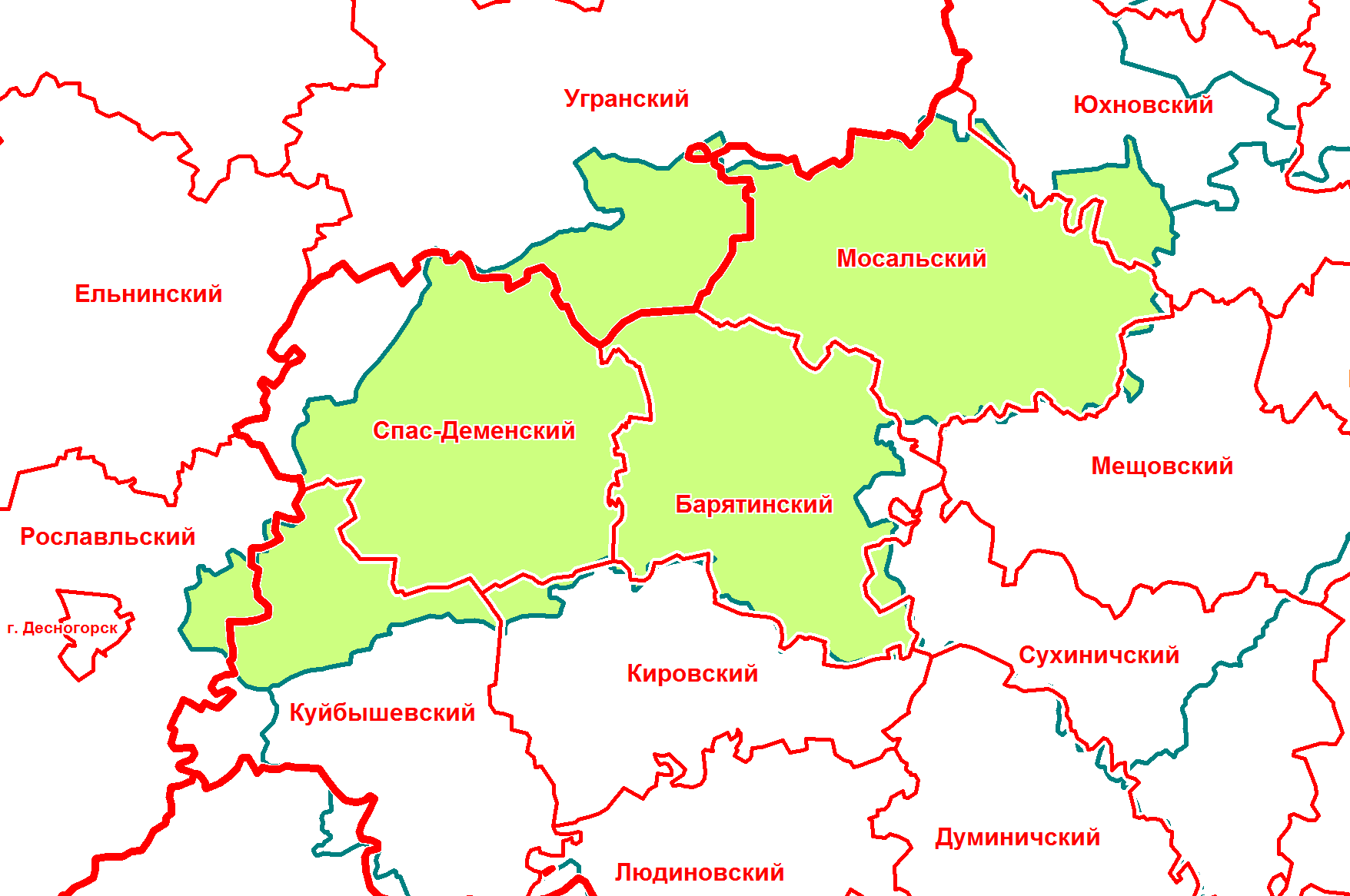
Мосальский уезд в современной сетке районов

Моса́льский уе́зд — административно-территориальная единица в составе Смоленской, Московской и Калужской губерний, существовавшая в 1727 — 1927 годах. Уездный город — Мосальск.

## География
Уезд располагался на западе Калужской губернии, граничил со Смоленской губернией. Площадь уезда составляла в 1897 году 3 891,9 верст² (4 429 км²), в 1926 году — 1 970 км².

## История
Мосальский уезд известен с допетровских времён. В 1708 году уезд был упразднён, а город Мосальск отнесён к Смоленской губернии. В 1713 город отошёл к Московской губернии (в 1719 году при разделении губерний на провинции отнесён к Калужской провинции Московской губернии). В 1727 году уезд в составе Калужской провинции был восстановлен.
В 1776 году уезд был отнесён к Калужскому наместничеству, которое в 1796 году было преобразовано в Калужскую губернию.
В 1921 году 16 волостей уезда были выделены в самостоятельный Спас-Деменский уезд.
В 1927 году Мосальский уезд был упразднён, его территория вошла в состав вновь образованного Сухиничского уезда с центром в Сухиничах.

## Административное деление
В 1890 году в состав уезда входила 31 волость
| № п/п | Волость          | Волостное правление     | Число селений | Население |
| ----- | ---------------- | ----------------------- | ------------- | --------- |
| 1     | Батищевская      | с. Батищево             | 25            | 3735      |
| 2     | Богородицкая     | с. Богородицкое         | 12            | 2602      |
| 3     | Богоявленская    | с. Богоявленье          | 28            | 5598      |
| 4     | Боровенская      | с. Боровенское          | 24            | 5922      |
| 5     | Добросельская    | с. Любунь               | 17            | 4082      |
| 6     | Дубровская       | с. Дубровка             | 23            | 8447      |
| 7     | Жерелевская      | с. Жерелево             | 49            | 7477      |
| 8     | Жуковская        | с. Жуковка              | 29            | 5142      |
| 9     | Замошская        | с. Замошье              | 8             | 2550      |
| 10    | Ивано-Дубровская | с. Ивано-Дуброво        | 12            | 2504      |
| 11    | Ивонинская       | с. Ивонино              | 27            | 5949      |
| 12    | Котовская        | с. Котово               | 23            | 3481      |
| 13    | Лазинская        | с. Лазинки              | 38            | 5976      |
| 14    | Лубинская        | с. Ново-Александровское | 22            | 5216      |
| 15    | Луневская        | с. Лунево               | 19            | 4873      |
| 16    | Милотичская      | с. Милотичи             | 11            | 2910      |
| 17    | Милятинская      | с. Милятино             | 14            | 4216      |
| 18    | Морозовская      | с. Спас-Деменское       | 15            | 2938      |
| 19    | Мосурская        | с. Мосур                | 21            | 4826      |
| 20    | Новосельская     | с. Новое                | 6             | 2124      |
| 21    | Парфеновская     | с. Вдовец               | 24            | 4525      |
| 22    | Понизовская      | с. Понизовье            | 25            | 5138      |
| 23    | Посконская       | с. Посконь              | 15            | 2363      |
| 24    | Пятницкая        | с. Пятницкое            | 21            | 3093      |
| 25    | Ртинская         | с. Ртинка               | 10            | 4438      |
| 26    | Сильковская      | с. Сильковичи           | 20            | 8206      |
| 27    | Снопотская       | с. Снопот               | 13            | 1908      |
| 28    | Спасская         | с. Спасское             | 20            | 6003      |
| 29    | Стаицкая         | с. Стайки               | 31            | 4420      |
| 30    | Червленовская    | с. Червленово           | 31            | 7797      |
| 31    | Чертенская       | с. Чертень              | 33            | 5167      |

В 1913 году в уезде было 30 волостей: упразднена Новосельская волость.
В 1926 году волостей стало 5:
- Барятинская,
- Людковская,
- Мосальская,
- Мосурская,
- Чертенская.

## Население
По данным переписи 1897 года в уезде проживало 151 928 человек. В том числе русские — 99,7 %. В уездном городе Мосальске проживало 2655 человек.
По итогам всесоюзной переписи населения 1926 года население уезда составило 93 466 человек, из них городское (город Мосальск) — 2306 человек.
| Год  | Численность | Численность |
| ---- | ----------- | ----------- |
| 1845 | 129 621     | [ 5 ]       |
| 1851 | 127 950     | [ 6 ]       |
| 1857 | 113 189     | [ 7 ]       |
| 1859 | 113 375     | [ 8 ]       |
| 1881 | 148 599     | [ 9 ]       |
| 1897 | 151 928     |             |
| 1912 | 205 292     | [ 10 ]      |
| 1913 | 209 002     | [ 11 ]      |
| 1915 | 216 369     | [ 12 ]      |
| 1916 | 190 060     | [ 13 ]      |
| 1920 | 154 571     | [ 14 ]      |
| 1926 | 93 466      |             |